# Angelin Maurice Lovey
Angelin Maurice Lovey CRB (* 16. November 1911 in Orsières; † 15. Juni 2000 in Martigny) war ein Schweizer Ordensgeistlicher, Missionar und Prior der Kongregation der Augustiner-Chorherren auf dem Grossen St. Bernhard.

## Leben
Angelin Maurice Lovey war der Sohn von Casimir Lovey und dessen Ehefrau Julie geb. Udry aus Orsières im Kanton Wallis. Er besuchte die Mittelschule der Abtei Saint-Maurice, wo er der Studentenverbindung GV Agaunia Saint-Maurice beitrat. Am 8. September 1932 wurde er Novize bei der Kongregation des Grossen St. Bernhard und begann das Philosophie- und Theologiestudium. 1935 legte er die Profess ab, und am 26. Juni 1938 weihte ihn Bischof Viktor Bieler in Sitten zum Priester.
Lovey besuchte eine medizinische Weiterbildung in Genf und fuhr im Jahr 1939 gemeinsam mit Henri Nanchen nach China zur katholischen Missionsstation in der Provinz Yunnan an der Grenze zu Tibet. In dieser Aussenstelle waren bereits seit 1933 mehrere Chorherren des Hospizes vom Grossen St. Bernhard im Einsatz. Angelin Lovey war in den Ortschaften Weisi, Tsé-Tchong, Lomelo und Patong tätig. 1949 wurde sein Mitbruder Maurice Tornay am Choula-Pass an der chinesisch-tibetanischen Grenze ermordet. Lovey setzte sich später erfolgreich für die Seligsprechung von Maurice Tornay ein. Die kommunistische Regierung Chinas vertrieb die katholischen Missionare im Jahr 1952, und die Gruppe der Augustiner-Chorherren vom Grossen St. Bernhard hielten sich zunächst zeitweise in Taiwan auf.
Am 24. Oktober 1952 wählte das Chorherren-Kapitel Angelin Maurice Lovey, der zu diesem Zeitpunkt noch in Asien weilte, als Nachfolger von François-Nestor Adam zum neuen Prior des Hospizes vom Grossen St. Bernhard. Am 17. November 1952 bestätigte Papst Pius XII. die Wahl, und am 1. Februar 1953 fand die feierliche Abtsweihe statt.
Als Prior führte Angelin Lovey neue Kapitelsstatuten für die Chorherren des Grossen St. Bernhard ein. Und er war an der Gründung der Konföderation der Augustiner-Chorherren beteiligt, die am 4. Mai 1959 von Papst Johannes XXIII. vollzogen wurde. Von 1980 bis 1986 war Maurice Lovey deren Abtprimas. Angelin Lovey nahm an den Sitzungen des Zweiten Vatikanischen Konzils teil, das von 1962 bis 1965 in Rom stattfand.
Am 22. September 1968 leitete Angelin Lovey die Grundsteinlegung der neuen Kirche St. Josef von Martigny-Croix. 1991 trat er im Alter von 70 Jahren wegen der Altersbeschränkung als Prior zurück. Das Kapitel wählte Benoît-Barthélémy Vouilloz zu seinem Nachfolger. Angelin Lovey starb am 15. Juni 2000 und wurde im Friedhof von Martigny begraben.

## Werke
- Le chevalier des cimes, Saint Bernard de Menthon. 1960